# 28. østlige længdekreds
Den 28. østlige længdekreds (eller 28 grader østlig længde) er en længdekreds, der ligger 28 grader øst for nulmeridianen. Den løber gennem Ishavet, Europa, Asien, Afrika, det Indiske Ocean, det Sydlige Ishav og Antarktis.